# Asvestochóri
Asvestochóri, en grec moderne : Ασβεστοχώρι, est un village du dème de Pyléa-Chortiátis,  district régional de Thessalonique, en Macédoine-Centrale, Grèce.
Selon le recensement de 2011, la population du village s'élève à 6 392 habitants.